# Banditák (film, 2001)
A Banditák (eredeti címe: Bandits) 2001-es amerikai bűnügyi vígjátékdráma, amelyet Barry Levinson rendezett. A forgatókönyvet Harley Peyton készítette. A produkció főszerepében Bruce Willis, Billy Bob Thornton és Cate Blanchett. 2001. október 12-én mutatták be az Egyesült Államokban. Magyarországon 2002. március 21-től vetítették a mozikban. A produkciót két Golden Globe-díjra és egy Screen Actors Guild-díjra jelölték.

## Cselekmény
Joe és Terry egy betonkeverő teherautóval megszökik az oregoni börtönből. A két férfi „Sleepover Banditák” néven válnak ismertté, mert a tervezett rablás előtti éjszakán elrabolják a célbank igazgatóját, majd másnap kora reggel elkísérik az igazgatót a bankba, hogy megszerezzék a pénzüket. Az ostoba Harvey Pollardot, az állítólagos mutatványost, menekülő sofőrként és megfigyelőként használva sikeresen végrehajtanak egy sor rablást, ami miatt felkerülnek az FBI tíz legkeresettebb személyének listájára, és végül az elfogásukhoz vezető információkért járó jutalmat 1 millió dollárra emelik. Amikor Kate, a kudarcba fulladt házasságban élő háziasszony úgy dönt, hogy megszökik, a bűnözők kezébe kerül. Kezdetben Joe-hoz vonzódik, de végül Terryvel is ágyba bújik, és egy zavaros szerelmi háromszög veszi kezdetét. Mindhárman szökésben vannak, és sikerül még néhány rablást végrehajtaniuk, de egy idő versengeni kezdenek Kate-ért, és a nő úgy dönt, hogy elhagyja őket. A két bűnöző ekkor elhatározza, hogy még egy utolsó melót végrehajtanak.
A történetet innentől egy újságíró veszi át és meséli tovább egy valóságshow keretében. Kate-et túszul ejtik, aki leadja a drótot a rendőröknek a következő rablásról. Mikor a zsaruk tetten érik a rablókat, Joe és Terry vitatkozni kezdenek, majd agyonlövik egymást. Innentől azonban újra felvesszük a szálat a filmmel, ugyanis kiderül, hogy ez egy álca volt. Joe és Terry sikeresen kirabolja a bankot, Kate pedig külön jutalmat kap. A csapat ezután jólétben elutazik Mexikóba.

## Szereplők
| Szerep                    | Színész                  | Magyar hangja       |
| ------------------------- | ------------------------ | ------------------- |
| Joe Blake                 | Bruce Willis             | Dörner György       |
| Terry Lee Collins         | Billy Bob Thornton       | Csuja Imre          |
| Kate Wheeler              | Cate Blanchett           | Tóth Enikő          |
| Harvey Pollard            | Troy Garity              | Crespo Rodrigo      |
| Darill Miller             | Brían F. O’Byrne         | n.a                 |
| Cloe Miller               | Stacey Travis            | Orosz Anna          |
| Darren Head               | Bobby Slayton            | Végvári Tamás       |
| Claire "Rózsaszín Csizma" | January Jones            | Csondor Kata        |
| Cheri                     | Azura Skye               | n.a                 |
| Mildred Kronenberg        | Peggy Miley              | Bókai Mária         |
| Charles Wheeler           | William Converse-Roberts | n.a                 |
| Larry Fife                | Richard Riehle           | n.a                 |
| Sarah Fife                | Micole Mercurio          | Némedi Mari         |
| Wildwood-i rendőr         | Scott Burkholder         | n.a                 |
| Phil                      | Anthony Burch            | Pintér Gábor Attila |
| Billy Saunders            | Sam Levinson             | n.a                 |
| Monica Miller             | Scout LaRue Willis       | Czető Zsanett       |
| Erika Miller              | Tallulah Belle Willis    | n.a                 |
| Ralph                     | John Evans               | n.a                 |
| SWAT-parancsnok           | Peter Weireter           | Orosz István        |

## Fogadtatás

### Kritikai visszhang
A film túlnyomó részt pozitív fogadtatásban részesült. A Rotten Tomatoeson 64%-os minősítést ért el 135 értékelés alapján, az összefoglaló szerint: „A történet talán nem indokolja a hosszú játékidőt, de a Banditák szereplői élvezetessé teszik a filmet.” Rita Kempley a Washington Posttól azt írta: „Szinte lehetetlen nem beleszeretni a behízelgő trióba, különösen Thornton Terryjébe.” Peter Travers a Guardiantől azt írta: „Ami aranyosnak indult, az nyálas és felfújt lesz.” Moira MacDonald a Seattle Timestól azt írta: „Bruce Willis és Billy Bob Thornton lehetnek a bankrablók Barry Levinson szimpatikus vígjátékában, a Banditák című filmben, de Cate Blanchett az igazi tolvaj.”
A Metacritic 60 pontot adott a 100-ból 32 vélemény alapján. Joe Morgenstern a Washington Street Journaltól azt írta: „A Banditákat elsősorban azért érdemes megnézni, mert a sztárszínészek egymással riffelnek. Ez nem is rossz ok. Ez a két színész ráadásul ügyes komikus.” A. O. Scott a New York Timestól azt írta: „Bűnös abban, hogy úgy viselkedik, mint egy pitiáner tolvajvállalat; annyi más forrásból lop, hogy kénytelenek vagyunk rájönni, hogy a sajátjából nem sok mindent tud nyújtani. Mint ilyen, nem tehet mást, minthogy nem felel meg az elvárásoknak, tekintve a benne rejlő tehetségeket.” Roger Ebert úgy gondolta: „Annyira elszántan akar okos és szeszélyes lenni, hogy elhanyagolja, hogy bármi más legyen.”

### Bevétel adatai
A Box Office Mojo szerint a film veszteséges volt. A 75 millió dolláros költségvetésre 67 millió bevételt ért el.

## Fontosabb díjak és jelölések
| Esemény                     | Díj                     | Kategória                                                             | Eredmény |
| --------------------------- | ----------------------- | --------------------------------------------------------------------- | -------- |
| 59. Golden Globe-gála       | Golden Globe-díj        | Legjobb férfi főszereplő (vígjáték vagy musical) – Billy Bob Thornton | Jelölve  |
| 59. Golden Globe-gála       | Golden Globe-díj        | Legjobb női főszereplő (vígjáték vagy musical) – Cate Blanchett       | Jelölve  |
| 8. Screen Actors Guild-gála | Screen Actors Guild-díj | Legjobb női mellékszereplő – Cate Blanchett                           | Jelölve  |